# いとうしいな
いとう しいな（1970年 - ）は、日本の元AV女優。東京都足立区出身。

## 略歴
東京都立足立高等学校時代に『柏木ゆかり』の芸名でグラビアデビュー。高校卒業後、『椎名かほり』としてAV女優としてデビューし、その後『いとうしいな』に改名した。22歳で引退するまでに60本以上のアダルトビデオに出演した。
多数のビデオや雑誌への出演のためAV女優をしていることが家族にばれたが、風俗店で働くよりはアダルトビデオの方が安全だと親を説得したという。
アイドル水泳大会にポロリ要員として出演。
引退後は、水商売や生命保険の外交員などを経て錦糸町でスナックを開業した。

## 人物
異なるプロフィールがいくつかある。
- 「バス通りでHして!! 2 90cmの卒業」（1989年）のケース裏面のプロフィールには、身長:165 B:90(E-70)・W:58・H:88としている[4]。
- FANZAプロフィールでは、身長:167 B:93・W:58・H:88としている[2]。

加山なつこと仲がよかった。。

## 作品

### アダルトビデオ
1989年
- にゃんにゃん入学式（4月15日、VHS 10ビデオ）
- バス通りでHして!! 2 90cmの卒業（5月12日、VHS VIP）
- Eカップ・クィーン（6月21日、VHS フェニックス）
- OH!満子 5 いとうしいな・高木樹里・浅野美雪（7月1日、VHS V&Rプランニング）全3名
- ビデオギャル養成講座1・巨乳特訓（7月22日、VHS 新東宝/EVE）
- 制服わいせつ図鑑 いとうしいな・柏木よしみ・伊藤恵（7月25日、VHS マドンナ社）全3名
- 乳姦地帯 Eカップで窒息（7月25日、VHS サーチ）
- ビデオSEX倶楽部 35 いとうしいな・立花倫子 他（7月25日、VHS 宇宙企画）
- ACTRESS ビデオマガジン ギャルズスペシャル 8 いとうしいな・坂本和江 他（8月1日、VHS リイド社 ）
- 尻よりデカい胸（8月2日、VHS V&Rプランニング）
- 本気汁しのEカップ（8月6日、VHS ロコ）※「椎名かほり」名義
- Ecup おっぱいプルン 加納妖子・橋本なつみ・いとうしいな 他（9月4日、VHS パピヨン）全6名
- 胸さわぎの保健室（9月7日、VHS 九鬼）
- ムーンライト・トラベル（9月10日、VHS フェニックス）
- 看護婦ぴんぴん物語 いとうしいな・桜井古都女・小川美里（9月25日、VHS 桜桃書房）全3名
- 13人の乳姫たち 天下無敵の胸制猥褻 いとうしいな・東美由紀・藤沙月 他（10月21日、VHS 新東宝）全13名
- ベスト・ヒット・フェニックス Part 6 後藤えり子・いとうしいな・浅野しおり 他（11月10日、VHS フェニックスビデオ）全5名
- Eカップピンクのポッチ（VHS ロコ LZA-006）※「椎名かほり」名義
- ときめきミルク!（VHS ZAPPA Z-69）※「柏木ゆかり」名義
- トリプルエクスタシー（VHS ロコ RC-74）他出演:	白鳥冬美 ※「椎名かほり」名義
- ブルン!だもんね（VHS ZAPPA Z-72）
- 超乳伝説（VHS EL）
- 大胆おとめ計画（VHS RAC KSN-001）
- 巨乳の宿 穴場・秘湯のお嬢さん（VHS EL ELA-027）
- 見て!（VHS ナイスワン）
- 失神カルテ（VHS 九鬼）
- 看護婦Eカップ倶楽部 ザ・奉仕創刊号（VHS 桜桃書房）
- お恥かしいことですが（VHS RAC VR-007）
- スペルマハウスへようこそ 8 岡田あゆみ・薬師丸ひろみ・いとうしいな 他（VHS ビデオクールミント）
- 季実子以外 でかちちcafe 平成巨乳新人類ベストコレクション 樹まり子・香坂まりこ・加山なつ子・いとうしいな 他（VHS ビデオクールミント）
- エロチックステーション 89冬H大博覧会 本庄美樹・遠山あかね・いとうしいな（VHS ナイスワンビデオ）
- 女と男と女 スペシャル秘倶楽部 どっちがいい いとうしいな・桜井古都女（VHS 桜桃書房 SCV-006）

1990年
- Dカップの乙女たち 御藤静・中原絵美・本庄美樹・工藤ひとみ・いとうしいな（1月12日、VHS ファイブスター FV-8785）全5名
- THEパイズリ・亀ゾリ（2月5日、VHS アテナ映像）
- ミス・シャブラチロワ あつめてペロンチョ 鮎川真理・望月未来・林由美香・いとうしいな 他（2月10日、VHS V&Rプランニング）
- ブリッコ Bullicco いとうしいな・藤木流花・宮沢麻衣子・鮎川真理・中原絵美 他（4月1日、VHS サクセス・ビデオ・コミュニティー）
- おっぱいちゃんは元気印 中原絵美・いとうしいな・工藤ひとみ（4月5日、VHS 笠倉出版社）全3名
- 性豪巨乳大会 只今爆発中 立原友香・麻宮千聖・冴島奈緒・東美由紀・いとうしいな 他（5月12日、VHS ファイブスター）全10名
- 新妻はおぼえたて いとうしいな・麻宮千聖・君島愛（5月20日、VHS 笠倉出版社）全3名
- ヘアーサロンは花マン開 いとうしいな・五島めぐ（5月22日、VHS 大陸書房）
- しいなのEカップストーリー・ナース編（5月25日、VHS 桜桃書房）
- 大胆無敵 1 いとうしいな・小沢奈美・朝比奈樹里 ほか（7月1日、VHS リイド社）
- 激射7 パート5 島崎里矢・大橋美加子・憂花かすみ・いとうしいな 他（7月5日、VHS サーチ）
- 乙女学園 制服調べ 五島めぐ・いとうしいな・南すみれ（7月10日、VHS 笠倉出版社）全3名
- 巨乳男体競技 菊池えり・椎名このみ・いとうしいな（7月14日、VHS ステラ STV-1013）全3名
- セクシーデリバリー おマタせしました 手塚まゆみ・いとうしいな・山下麻衣（7月19日、VHS 大陸書房）全3名
- セクシーデリバリー いけない宅配いたします いとうしいな・山下麻衣・手塚まゆみ（7月20日、VHS 大陸書房）全3名
- 性豪学園 2 Fカップの秘密 いとうしいな・南すみれ・五島めぐ（8月10日、VHS ファイブスター）
- 超乳サービスいたします（9月6日、VHS 大陸書房）
- 今度は本チャン・恥かしいな…（10月11日、VHS クリスタル映像）
- 淑女館4 沢木まりえ・いとうしいな・大友梨奈（12月5日、VHS 宇宙企画）全3名
- バッカ・スカ・ボンE（VHS ルナ・エンタープライズ LUV-048）※「椎名かほり」名義
- ザ・ヤクザ（VHS タキオン）
- 白衣 隔離病棟 カルテNo.1（VHS せいふく舎 SE-84）
- あなたのお好きに 98cmで御免（VHS タイムアロー VIT-005）
- 超狂プレイ いとうしいな・白鳥冬美（VHS ルナ・エンタープライズ LUV-016）
- 白衣の伝説（VHS アダムズ SU-10）
- ミス・フェラチーヌ 90' 麗しのシャブリナ 早坂マリア・岡田あゆみ・坂上明香・いとうしいな 他（VHS ビデオクールミント）全16名
- エクスタシー7 パート3 松本まりな・いとうしいな・多岐川裕里 他（VHS せいふく舎）
- マニア 5 無制限失神スペシャル 高杉レイ・白浜なぎさ・いとうしいな 他（VHS ビデオプラザ）
- デカパイ大戦争 女性差別 いとうしいな VS ふてぶてしいな（VHS アイダス TB-1013）
- 涙のセクハラ天国 デッカパイ大戦争（VHS アイダス）
- 激る 極淫体感熱愛SEX（VHS アールエーシー）
- 濃縮熟乱 木田彩水・松下ルミ・工藤ひとみ・いとうしいな 他（VHS エル ELA-052）全5名
- 肉蝕シンドローム いとうしいな・秋山まり子・夏樹未央（VHS RAC SS-016）全3名
- お尻まる子ちゃん（VHS ビデオプラザ OM-009）
- 超乳 スーパー・パイ（VHS イメージ・ボックス IBE-014）
- アブナイ美女倶楽部 5 PART3 五島めぐ・いとうしいな・小沢奈美 ほか（VHS ファイブスター FV-8809）全5名

1991年
- 巨乳ベストセレクション ’91（1月5日、VHS 大陸書房）全13名
- 極道ボディコーンズ 男、立たせます いとうしいな・貝満ひとみ 他（1月20日、VHS 宇宙企画 BS-25）全3名
- OL連続レイプ 巨乳むさぼる（2月8日、VHS 大陸書房）※映画「OL連続レイプ 巨乳むさぼる」のビデオ版
- 超乳 ベスト・セレクション 藤崎あやか・望月未来・君島愛・加山なつ子・いとうしいな 他（4月5日、VHS 大陸書房 PV-1725）全9名
- わたしの体験告白 2 秋山美晴・いとうしいな 他（4月20日、VHS 大陸書房）全5名
- おしゃぶり好きな天使たち 工藤ひとみ・いとうしいな 他（7月5日、VHS コスミックインターナショナル  CV-1054）全11名
- 巨乳隷嬢 4（7月19日、VHS シネマジック VS-167）
- あぶない巨乳 いとうしいな（8月5日、VHS 大陸書房）＊イメージビデオ
- 悪魔のレイプ惑星（8月12日、VHS ビッグモーカル）
- 続・悪魔のレイプ惑星（9月25日、VHS ビッグモーカル）
- 巨乳の残り香（10月10日、VHS 大洋図書）
- 悪夢の迷宮 3 伝説の巨乳 いとうしいな・鳳美和（VHS アートビデオ 1289）
- 巨乳隷嬢 4 廉価版（VHS シネマジック CS-170）
- ボヨヨン娘の悶え泣き（VHS ルナ・エンタープライズ/セシルビデオ CE-006）
- ワタシがエッチになった理由 いとうしいな・山下麻衣・手塚まゆみ（VHS アイディ出版/プリメーラ PM-010）全3名
- SM全集'91 THE ROPE CONNECTION 13 浅井理恵・いとうしいな・原田美江 他（VHS シネマジック VS-181）
- ナースメモリースペシャル 2 五島めぐ・木村由香・早瀬理沙・いとうしいな 他（VHS せいふく舎）
- 乱舞 '91 VOL.3 柏木由美・五島めぐ・いとうしいな・鳳美和 他（VHS アートビデオ）
- 天使のお仕置き 女子寮残酷物語（VHS アールエーシー TW-001）
- 大胆おとめ計画（VHS アールエーシー）
- タッチ・ミー たまらない果実 工藤ひとみ・いとうしいな・木田彩水 他（VHS イメージボックス）全5名
- 20コのチチまるこちゃん 樹まり子・御藤静 他（VHS ファイブスター FV-8861）全10名

1992年
- ボディコンハンタースペシャル 野坂なつみ・浅井理恵・いとうしいな（6月5日、VHS シネマジック）全7名
- ジャジャスペシャル 1 美肉の饗宴 いとうしいな・片桐摩美・一の樹愛 他（8月6日、VHS 大陸書房）
- 3P狂いのお嬢様 森村あすか・椎名かほり・菊池夕夏（12月4日、VHS アルテック）全3名 ※「椎名かほり」名義
- オナドルコレクトベスト20 2 いとうしいな・エルザ・鮎川真理・吉永真弓 他 全20名（12月10日、VHS グラフィティジャパン）
- タマホークを打ち落せ!（VHS アダムス SH-010）
- 巨乳ジャングル（VHS ピンクベレー PB-02）
- マル暴の女・この命尽きるまで（VHS ナインティーズ）
- 顔よりデカイ巨乳（VHS KILLER GROUP KIL-009）
- Eカップ 乱舞する乳房 御藤静・工藤ひとみ・中原絵美・いとうしいな（VHS VISUAL･ONE）
- クリーミーパスタ（VHS グッドウェル TM-001）
- 東京プリンセス ミスコン'92（VHS アルテック PAS-072）

1993年
- 巨乳女の性感帯 椎名かほり・庄司みゆき・五島めぐ 他 全5名（1月8日、VHS アルテック）※「椎名かほり」名義
- 恥態の組曲 小野真子・いとうしいな（5月20日、VHS コアラブックス）
- AVギャル列伝 2 白石ももこ・山本なつき・君島愛・いとうしいな 他（6月21日、VHS 笠倉出版社）全33名
- AV巨乳10年史 2 飯島愛・田中露央沙・岸ゆり・いとうしいな 他 全25名（8月16日、VHS 笠倉出版社）
- Pix by CINEMAGIC 3 いきなりクライマックス 朝比奈樹里・高橋めぐみ・響さおり・いとうしいな 他（11月30日、VHS 大洋図書）
- 巨乳対決! AV女優VS巨女（VHS クライマックス・インターナショナル）
- 巨乳宅配淫乳サービス いとうしいな・手塚まゆみ・山下麻衣（VHS コアラブックス YSM-215）全3名
- 濡れまくる女達 5 村上麗奈・豊丸・星めぐみ・いとうしいな（VHS イメージ・ボックス）
- 爆乳の宴 加山なつ子・いとうしいな・大沢ますみ（VHS アイザック）

1994年
- AV10年史 2（4月29日、VHS VIP）全13名
- レンタルAV10年史 トップ20コレクション特選版 制服大図鑑（5月25日、VHS 二見書房 MV-103）全20名
- AV巨乳年鑑 1 卑弥呼・中原絵美・五十嵐こずえ・小鳩美愛・いとうしいな 他 全33名（11月4日、VHS 笠倉出版社）
- スーパーD乳コレクション 工藤ひとみ・いとうしいな・早坂絵麻・五島めぐ・御藤静・冴島奈緒・庄司みゆき・立原友香 他（11月4日、VHS イメージボックス MD-11）全10名
- ウルトラ巨乳烈伝 川原琴美・美穂由紀・沢村杏子・村上麗奈・いとうしいな（12月15日、VHS オデッセウス出版）全5名
- お嬢様の巨乳（VHS アイエムコーポレーション）

1995年
- 淫乳麻縄責め 片桐摩美・花園麻衣子・いとうしいな 他（1月13日、VHS アールエヌ）全5名
- 平成巨乳大百科 3 '95 しゃぶりまくり巨乳 岸ゆり・いとうしいな・相沢梨名・君島愛 他（4月10日、VHS コアラブックス）
- 巨乳の残り香（4月14日、VHS アールエヌ TN-015）
- 復刻廉価版 巨乳の残り香（10月20日、VHS 大洋図書 606102）

1996年
- 大巨乳 ワイド90分 2（9月24日、VHS 笠倉出版社 AJV-7689）全25名

1997年
- AV巨乳15年史ワイド90分 1 小林ひとみ・卑弥呼・細川百合子・安藤有里・いとうしいな 他 全25名（10月27日、VHS 笠倉出版社）

1998年
- 巨乳伝説 藤谷しおり・いとうしいな・渚友紀・岡本奈緒 他 全16名（VHS メディアバンク MBV-004）

1999年
- 堕天使たちの狂宴１（12月26日、VHS アートビデオ）＊「伝説の巨乳/いとうしいな」「密室の女校生/入江マコ」を収録

2000年
- 巨乳伝説 木下まこ・渚友紀・小山美由紀・いとうしいな 他（2月25日、DVD メディアバンク ARD-008）全20名
- Adult Beauty 7 巨乳の宿（7月1日、DVD ファーストミュージック）
- Adult Beauty 39 超乳伝説（7月1日、DVD ファーストミュージック）
- 大巨乳緊縛スペシャル いとうしいな・細川しのぶ・三井彩 他（10月13日、VHS シネマジック）全8名
- アトラス MEGA MIX 3 昇天する女神たち（12月13日、VHS アトラス21 A00-121）全18名

2001年
- MEGA-MIX 3 あいだもも・鈴木麻奈美・瞳リョウ・鮎川真理・いとうしいな 他 全18名（1月24日、DVD アトラス21）
- BUSTY 五島めぐ・冴島奈緒・いとうしいな・樹マリ子 他 全12名（3月23日、DVD メディアバンク）
- DVD 乱舞 '91 3＋狂い泣く牝奴隷たち 2 五島めぐ・いとうしいな 他（3月29日、DVD アートビデオ）＊「乱舞 '91 VOL.3/いとうしいな」「狂い泣く牝奴隷たち 2/伊藤清美」を収録
- フェアエストRemix 小室友里・冴島奈緒・橘未稀・つかもと友希・いとうしいな 他 全17名（8月10日DVD　9月21日VHS フェアエスト）
- 縛乳 2 Bondage Bust Break 飯島恋・嶋田琴美・水原かおり・いとうしいな 他（8月24日、DVD シネマジック）
- お宝コレクション 葉山みどり・いとうしいな（11月29日、DVD デジタル・コミュニケーションズ）
- 放課後エロス（12月14日、DVD メディアバンク）全9名

2002年
- ギャングバング いとうしいな・佐藤久美・宝生奈々 他（5月22日、DVD 桃太郎映像出版）
- ウルトラ大巨乳 50コの乳首 2 梶原まゆ・庄司みゆき・藤沙月・東美由紀・いとうしいな 他 全25名（9月6日、VHS 笠倉出版社）
- 性域なきモザイク改革3家族愛連合裏面接 いとうしいな・吉川かりん・横山みゆき 他（10月1日、DVD 桃太郎映像出版）
- 宇宙企画Classic 淑女館 ノーカットBEST 2 沢木まりえ・いとうしいな・小沢奈美・庄司みゆき 他（10月11日、DVD 宇宙企画）全6名 ＊「淑女館3」「淑女館4」を収録
- AV20年史 1 五月みどり・小田かおる・舵川まり子・渡瀬ミク・いとうしいな 他 全50名（11月27日、VHS 笠倉出版社）

2003年
- 熟女 LEVEL A（3月1日、DVD ルビー）
- 宇宙企画Classic BEST REMIX 3 庄司みゆき・藤木流花・小沢奈美・沢木まりえ・いとうしいな 他（7月4日、DVD 宇宙企画）
- プロジェクトXXX AV界を支えた女優たち 絶叫女優セレクション 君島愛・五島めぐ・八神康子・きららかおり・葉山みどり・いとうしいな 他 全10名（7月18日、DVD ラブメルシー）
- 復刻版 STUDIO418 7 ときめきEミルク!（9月13日、VHS プライムウエイ）

2004年
- 爆乳巨乳美乳20年史 Deluxe 3 東清美・朝岡実嶺・村上麗奈・いとうしいな 他（12月10日、DVD デジタルドリーム）全15名

2005年以降
- DECADE いとうしいな（2005年7月22日、DVD ピエロ PAR-115）
- THE巨乳FUCKER4時間 2 渚友紀・山咲あかり・冴島奈緒・藤森エレナ・いとうしいな 他 全23名（2006年1月20日、DVD メディアバンク）
- Legend VOL.18 いとうしいな（2007年5月25日、DVD エー・エス・ジェイ）＊「超乳サービスいたします」「白衣の伝説」「タマホークを打ち落とせ」「ヘア－サロンは花マン開」を収録
- DECADE gals いとうしいな・さの朝香（2008年12月26日、DVD ピエロ）
- 夜のAVヒットスタジオ ゴージャス300分（2009年9月26日、DVD 群雄社）他出演:麻生早苗、五島めぐ、美穂由紀、いとうしいな、三浦あいか、藤谷しおり など9名
- スターファイル いとうしいな・菊地えり・夢野まりあ（2010年4月16日、DVD マキシング）全3名
- DECADE EX 26 お宝映像全て見せます 40連発4時間 1 相原めぐみ・泉星香・いとうしいな・五島めぐ 他 全40名（2010年7月30日、DVD ピエロ）
- DECADE EX 39 いとうしいな（2011年7月29日、DVD ピエロ）
- 復刻 伝説の巨乳（2012年10月25日、DVD アヴァ）＊「秘画万華鏡/五島めぐ」「悪夢の迷宮/いとうしいな」を収録
- ダッダーン巨乳シリーズVOL.2 ハードに絶倫主義 いとうしいな 工藤ひとみ（2022年6月5日、スパークビジョン NAGA-034）

発売年不明
- 触れて下さい… 私に（VHS 卑彌呼 HV-01）
- Fカップ巨乳シリーズ でっかいどぉー（VHS アールエーシー）
- はさんであげるEカップ（VHS ネオ・ビジョン NEO-064）
- でっかい淫乱!!巨乳スペシャル（VHS ミスティ・コーポレーション）
- 淫乱野球ナマ中継（VHS スパイラル・ステップ VA-17）
- 抱きしめてよでっかい乳房で（VHS クロックスロード）
- 驚愕の乳獣（VHS チェックメイトジャパン）
- 巨乳はさみの乙女たち（VHS ギャルリ・ノア）
- 1984-2 バブルファック発禁ビデオ発掘ファイル 杉本笑・いとうしいな 他（VHS エクストリーム）
- 姦乳（カンパイ）（VHS フリーク）
- コレクター北条満編集 31 巨乳美乳絶叫・淫乱50人（VHS コレクターズ・システム販売 HJM-31）全50名
- コレクター北条満編集 44 完全絶頂コレクション痙攣60人D（VHS コレクターズ・システム販売 HJM-44）全60名

### 映画
- OL連続レイプ 巨乳むさぼる（改題:連続婦女暴行 巨乳狩り）（1990年8月31日公開、エクセス・フィルム）監督:佐藤寿保 -主演[6]

### Vシネマ・オリジナルビデオ
- ちょっぴり危険なマーメイド（1990年5月25日、バンダイ）監督:中嶋和久[7]

### テレビ
- 新OL三人旅 2 飛騨高山湯けむり殺人（1991年11月1日、フジテレビ・金曜ドラマシアター）[8]
- アイドル水泳大会　- ポロリ要員[3]

## 出版

### 写真集
- アダルト女優写真集 1 桃色前線 小泉ちひろ・中原絵美・藤木流花・いとうしいな 他（1990年6月15日、浪速書房）
- 微少女倶楽部 13 いとうしいな写真集 眩しいな（1990年7月20日、大陸書房）撮影:山木隆夫
- いとうしいな写真集 Fカップのさ・さ・や・き（1990年9月22日、ピラミッド社）撮影:山木隆夫 ISBN 978-4-8033-3025-0
- 愛奴写真館ジャジャ いとうしいな写真集（1990年10月20日、大陸書房）撮影:大木真澄
- 愛奴写真館ジャジャデラックス2 田中露央沙・いとうしいな・宮沢陽子・樹まり子 全4名（1991年1月20日、大陸書房）撮影:大木真澄
- いとうしいな写真集 背徳のレッスン（1991年5月11日、大陸書房）撮影:大木真澄 ISBN 978-4-8033-3383-1
- ピラミッド写真文庫 スーパービザール・コレクション いとうしいな・五島めぐ 他（1991年12月24日、大陸書房）撮影:大木真澄 ISBN 978-4-8033-3803-4
- 美縛の麗人 13人の被虐妖精 いとうしいな・樹まり子・小林ひとみ・田中露央沙・御藤静 他（1993年4月5日、ミリオン出版）撮影:大木真澄
- 謝肉祭 憂木瞳・いとうしいな・木築沙絵子・桂木麻也子 他 全40名（1993年9月30日、竹書房）撮影:高木信行 ISBN 9784884752453
- LOVE KILLS 愛奴 大木真澄大全集 冴島奈緒・クミコグレース・新堂有望・いとうしいな 他（1996年5月11日、海王社）撮影:大木真澄 ISBN 9784877240448
- いとうしいな写真集 美少女緊縛物語 しいな（日向書房）
- エロティック・ナース 激撮文庫 いとうしいな・小川美里・桜井古都女 全3名（桜桃書房）

### 雑誌
- URECCO 1989年6月号、1990年4月号（ミリオン出版）
- オトメクラブ 1989年6月号（白夜書房）
- ビデオ・ザ・ワールド 1989年6月号（白夜書房）
- BUSTY D CUP SELECTION（1989年7月25日、司書房）
- オレンジ通信 1989年7月号、1990年9月号（東京三世社）
- ビデオボーイ 1989年8月号（英知出版）
- ガールフレンズ 1989年9月号、1990年1月号、4月号（若生出版）
- ギャルズ通信 1989年10月号（日本出版社）
- ACTRESS アクトレス 1989年10月号、11月号、1990年3月号、8月号（リイド社）
- マスカットノート 1989年10月号（大洋書房）
- ベストビデオ 1989年11月号、1990年2月号（三和出版）
- ORANGE Special 1989年11月号（東京三世社）
- （遊）ランジェリー情報 1990年1月2日増刊号（日本文芸社）
- マドンナハウス 1990年2月号（若生出版）
- さくらんぼ通信 1990年3月号、6月号（大洋図書）
- 魅惑のランジェリー 1990年4月号（光彩書房）
- ベストカメラ 1990年4月号（少年画報社）
- 純情エンジェル 1990年4月号（蒼竜社）
- Dカップハウス 1990年5月号（ミリオン出版）
- おとこの遊び専科 1990年5月号（青人社）
- URECCO増刊 1990年6月号 URe*URe AVギャルズ解体新書SPECIAL（ミリオン出版）
- Beppin 1990年7月号、10月号（英知出版）
- デラべっぴん 1990年11月号、12月号（英知出版）
- ベスト・ランジェリー No.9（1991年1月15日、光彩書房）
- コスチューム倶楽部 SUPER SPECIAL VOLUME 1（1991年4月25日、ミリオン出版）
- セクシーランジェリー No.4（辰巳出版）